# Seznam brigad po zaporednih številkah (150.–199.)
Seznam brigad po zaporednih številkah - brigade od 150. do 199.

## 150. brigada
Pehotne
- 150. pehotna brigada (Združeno kraljestvo)

Tankovske
- 150. tankovska brigada (Wehrmacht)

## 151. brigada
Pehotne
- 151. pehotna brigada (Združeno kraljestvo)

Artilerijske
- 151. poljska artilerijska brigada (ZDA)

## 153. brigada
Pehotne
- 153. pehotna brigada (Združeno kraljestvo)

Artilerijske
- 153. poljska artilerijska brigada (ZDA)

## 155. brigada
Pehotne
- 155. pehotna brigada (Združeno kraljestvo)

Oklepne
- 155. oklepna brigada (ZDA)

## 157. brigada
Pehotne
- 157. pehotna brigada (Združeno kraljestvo)
- 157. pehotna brigada (ZDA)

## 158. brigada
Pehotne
- 158. pehotna brigada (Združeno kraljestvo)
- 158. brigada »Antonio Gramsci«

## 160. brigada
Pehotne
- 160. pehotna brigada (Združeno kraljestvo)

Komunikacijske
- 160. komunikacijska brigada (ZDA)

## 164. brigada
Pehotne
- 164. pehotna brigada (Združeno kraljestvo)

Zračnoobrambne
- 164. zračnoobrambna artilerijska brigada (ZDA)

## 169. brigada
Pehotne
- 169. (londonska) pehotna brigada (Združeno kraljestvo)

Artilerijske
- 169. poljska artilerijska brigada (ZDA)

## 170. brigada
Pehotne
- 170. pehotna brigada (Združeno kraljestvo)

Artilerijske
- 170. brigada Kraljeve poljske artilerije
- 170. topniška artilerijska brigada (ZSSR)
- 170. havbična artilerijska brigada (ZSSR)

## 171. brigada
Pehotne
- 171. pehotna brigada (Združeno kraljestvo)
- 171. pehotna brigada (ZDA)

## 172. brigada
Pehotne
- 172. pehotna brigada (Združeno kraljestvo)
- 172. pehotna brigada (samostojna)

## 173. brigada
Pehotne
- 173. pehotna brigada (Združeno kraljestvo)

Zračnoprevozne
- 173. zračnoprevozna brigada (ZDA)

Artilerijske
- 173. brigada Kraljeve poljske artilerije
- 173. raketna brigada (ZSSR)

## 174. brigada
Pehotne
- 174. pehotna brigada (Združeno kraljestvo)

Artilerijske
- 174. brigada Kraljeve poljske artilerije

## 175. brigada
Pehotne
- 175. pehotna brigada (Združeno kraljestvo)
- 175. brigada (Hrvaška)

Medicinske
- 175. medicinska brigada (ZDA)

Artilerijske
- 175. brigada Kraljeve poljske artilerije
- 175. raketna brigada (ZSSR)

## 176. brigada
Pehotne
- 176. pehotna brigada (Združeno kraljestvo)

Artilerijske
- 176. brigada Kraljeve poljske artilerije (domača)

## 177. brigada
Pehotne
- 177. pehotna brigada (Združeno kraljestvo)

Oklepne
- 177. oklepna brigada (ZDA)

Vojaške policije
- 177. brigada vojaške policije (ZDA)

## 178. brigada
Pehotne
- 178. pehotna brigada (Združeno kraljestvo)

Artilerijske
- 178. brigada Kraljeve poljske artilerije (domača)
- 178. topniška artilerijska brigada (ZSSR)

## 179. brigada
Pehotne
- 179. pehotna brigada (Združeno kraljestvo)
- 179. motorizirana brigada (Vojska Jugoslavije)

Artilerijske
- 179. brigada Kraljeve poljske artilerije

## 180. brigada
Pehotne
- 180. pehotna brigada (Združeno kraljestvo)
- 180. motorizirana pehotna brigada (JLA)

Artilerijske
- 180. brigada Kraljeve poljske artilerije

## 181. brigada
Pehotne
- 181. pehotna brigada (Združeno kraljestvo)

Artilerijske
- 181. brigada Kraljeve poljske artilerije

## 182. brigada
Pehotne
- 182. pehotna brigada (Združeno kraljestvo)

Artilerijske
- 182. protitankovska artilerijska brigada (ZSSR)
- 182. brigada Kraljeve poljske artilerije

## 183. brigada
Pehotne
- 183. pehotna brigada (Združeno kraljestvo)

Artilerijske
- 183. brigada Kraljeve poljske artilerije (domača)

## 184. brigada
Pehotne
- 184. pehotna brigada (Združeno kraljestvo)

Artilerijske
- 184. brigada Kraljeve poljske artilerije
- 184. težka artilerijska brigada (ZSSR)

## 185. brigada
Pehotne
- 185. pehotna brigada (Združeno kraljestvo)

Artilerijske
- 185. brigada Kraljeve poljske artilerije

## 186. brigada
Pehotne
- 186. pehotna brigada (Združeno kraljestvo)

Artilerijske
- 186. brigada Kraljeve poljske artilerije (domača)
- 186. samostojna raketna šolska brigada (ZSSR)

## 187. brigada
Pehotne
- 187. pehotna brigada (Združeno kraljestvo)
- 187. pehotna brigada (ZDA)

Artilerijske
- 187. brigada Kraljeve poljske artilerije

Komunikacijske
- 187. komunikacijska brigada (ZDA)

## 188. brigada
Pehotne
- 188. pehotna brigada (Združeno kraljestvo)

Artilerijske
- 188. brigada Kraljeve poljske artilerije
- 188. težka artilerijska brigada (ZSSR)

## 189. brigada
Pehotne
- 189. pehotna brigada (Združeno kraljestvo)

Artilerijske
- 189. brigada Kraljeve poljske artilerije
- 189. raketna brigada (ZSSR)

## 190. brigada
Pehotne
- 190. pehotna brigada (Združeno kraljestvo)
- 190. tankovskogrenadirska brigada (Wehrmacht)

Artilerijske
- 190. brigada Kraljeve poljske artilerije

## 191. brigada
Pehotne
- 191. pehotna brigada (Združeno kraljestvo)
- 191. pehotna brigada (ZDA)

## 192. brigada
Pehotne
- 192. pehotna brigada (Združeno kraljestvo)

Tankovske
- 192. tankovska brigada (ZSSR)

## 193. brigada
Pehotne
- 193. pehotna brigada (Združeno kraljestvo)
- 193. pehotna brigada (ZDA)
- 193. grenadirska brigada (Wehrmacht)

## 194. brigada
Pehotne
- 194. pehotna brigada (Združeno kraljestvo)

Oklepne
- 194. oklepna brigada (ZDA)

Inženirske
- 194. inženirska brigada (ZDA)

## 195. brigada
Pehotne
- 195. pehotna brigada (Združeno kraljestvo)
- 195. motorizirana pehotna brigada (JLA)

Artilerijske
- 195. samostojna raketna šolska brigada (ZSSR)

## 196. brigada
Pehotne
- 196. pehotna brigada (Združeno kraljestvo)

Artilerijske
- 196. poljska artilerijska brigada (ZDA)

## 197. brigada
Pehotne
- 197. pehotna brigada (Združeno kraljestvo)
- 197. pehotna brigada (ZDA)

Artilerijske
- 197. poljska artilerijska brigada (ZDA)

## 198. brigada
Pehotne
- 198. pehotna brigada (Združeno kraljestvo)
- 198. pehotna brigada (samostojna)
- 198. pehotna brigada (ZDA)

## 199. brigada
Pehotne
- 199. pehotna brigada (Združeno kraljestvo)
- 199. pehotna brigada (samostojna)
- 199. pehotna brigada (ZDA)